# ヤマドリゼンマイ

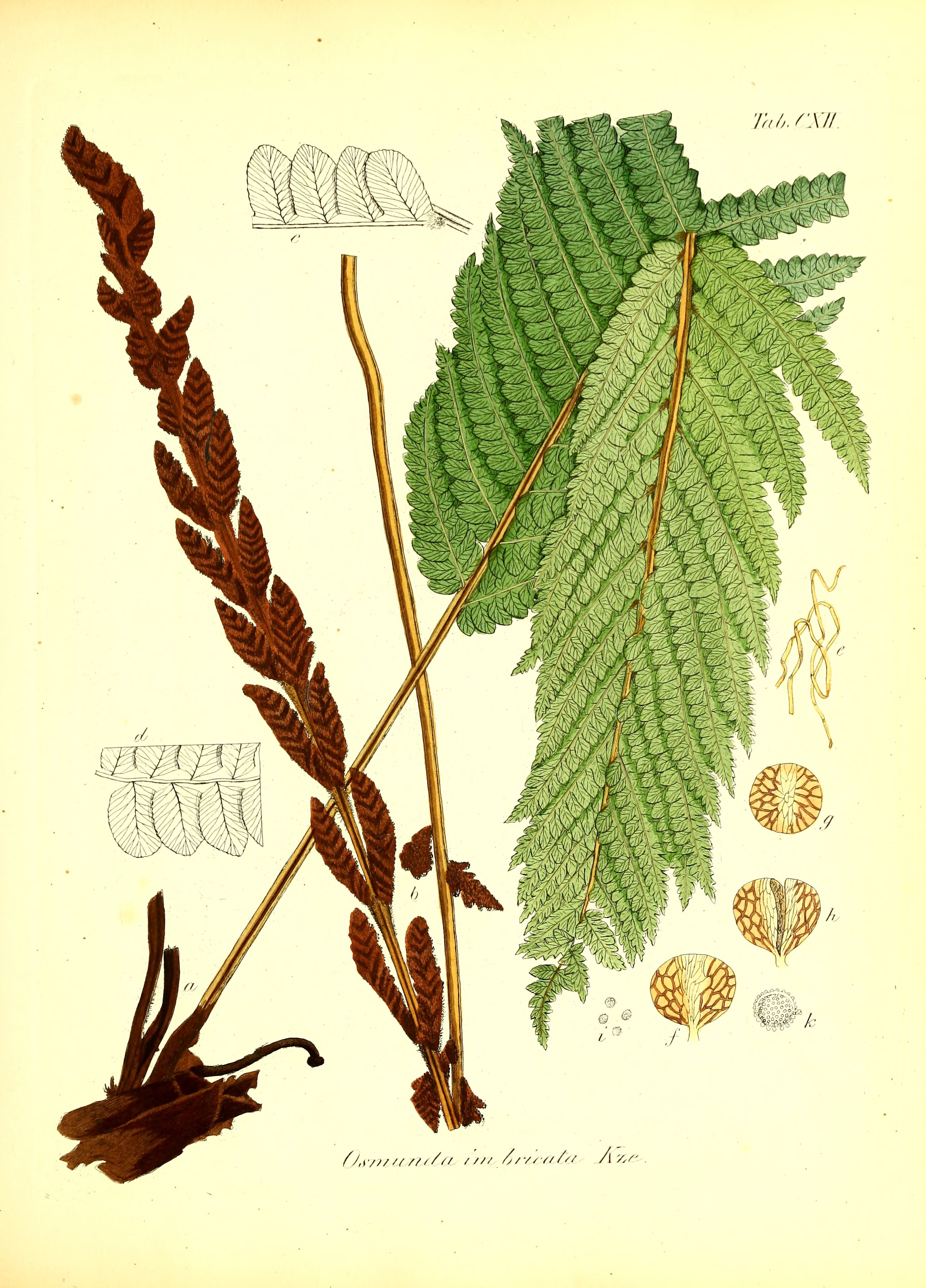
図版（基本変種）

ヤマドリゼンマイ（山鳥薇、学名: Osmundastrum cinnamomeum var. fokeiense）はゼンマイ科のシダ植物。湿地に生える大柄なシダ植物である。長らくゼンマイと同属とされてきたが、現在は別属とされ、本種のみで1属1種の扱いとなっている。

## 名称
和名は山鳥ゼンマイの意味で、ヤマドリの棲むようなところに生えるからともいわれる。ただし牧野原著(2017)は深津正の説として直立する赤褐色の胞子葉をヤマドリの尾に見立てたのではないか、との説を紹介している。別名にヤマドリシダがある。学名の種小名は肉桂に似た、の意で、変種名は中国福建省の、を意味する。

## 分布と生育環境
日本では北海道、本州、四国、九州、屋久島に見られ、国外では朝鮮、中国、台湾、インドシナ半島、インド、それに南北アメリカ大陸に分布がある。
特に寒冷地のものとして知られ、たとえば和歌山県の新宮市にある浮島の森には本種が生育しているが、これは非常に温暖な地域の、しかも低標高の地に出現したことがとても珍しいことであるとして、この地が学術的に重要視される理由の一つとなっている。
山地の湿原に生えるもので、往々に群生して見られる。寒冷地の湿原でよく目立ち、『ピンと立った姿』が目を引くが、日陰に生えた場合にはより平らに広がった姿になることもある。河川域にも出ることがあり、北方地域では尾根筋に出ることもある。

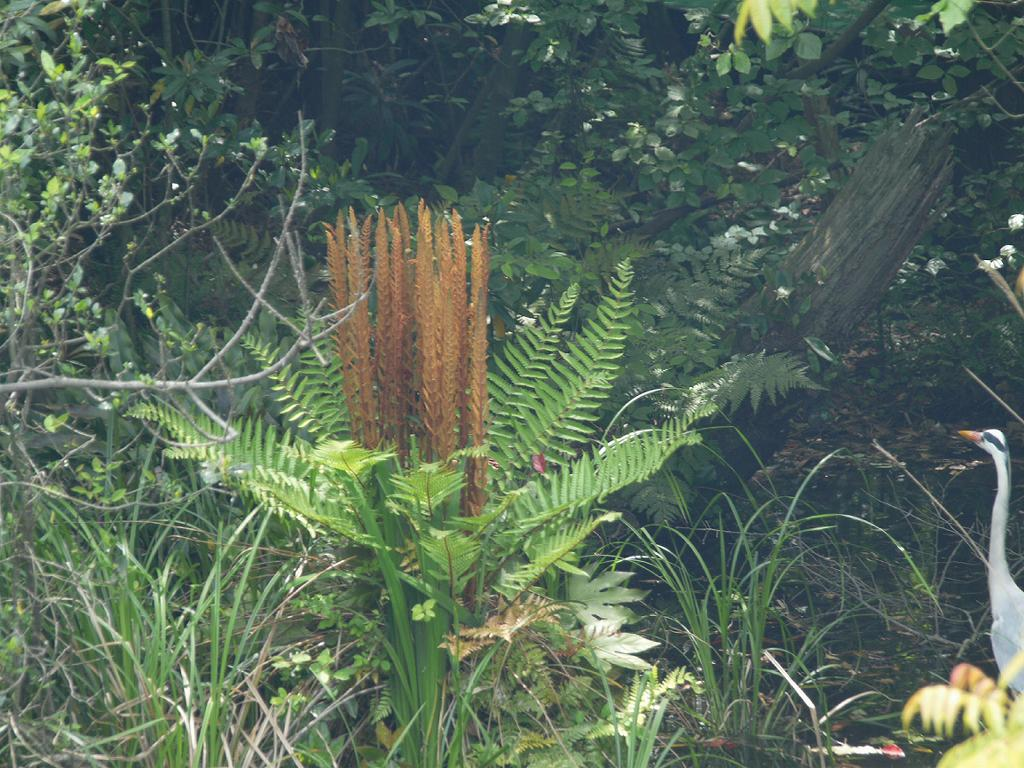
新宮市浮島の森の本種

## 形態・生態
比較的大型で夏緑性の多年生草本。根茎は短くではあるが横に這い、多数の葉を互いに接するように出す。また根茎は太くてその径が5 - 8センチメートル (cm) にも達する。若芽には赤褐色の綿毛があって全体が包まれているが、成長するとそれらのほとんどが失われる。
葉には明確な2形がある。春に束になって生える栄養葉は1回羽状複葉だが、羽片は羽状に深く裂ける。概形としては卵状披針形で黄緑色、葉身の長さは30 - 80 cm、幅は15 - 25 cm。先端は次第に狭くなり、先端は突き出して尖って終わる。羽片には柄はなく、長さ5 - 20 cm、幅1.5 - 3 cm、先端は尖り、裂片は主軸までの長さの2/3程度まで切れ込むが、それ以外はなめらかで、裂片の先端は丸い。また羽片の縁には毛が残り、そこに黒い毛が混じっている。側脈は二又分枝している。
株の内側で栄養葉よりも先に出てくる胞子葉は栄養葉より背が低く、やはり1回羽状だが羽片は主軸近くまで深く裂けている。また羽片がすべて主軸に沿うように伸びる。羽片の長さは2 - 4 cm、幅は1.5 cmほど、裂片の幅は2 - 4ミリメートル (mm) で、全面を胞子嚢が被っている。胞子葉は全体的に赤褐色を帯びており、胞子が散布された後もしばらくは残るが、夏までには枯れてしまう。胞子には葉緑体があり、寿命は短い。
成分としてエクジソンが検出されており、他にケンペロールなど3種のフラボノイドとジテルペンが報告されている。

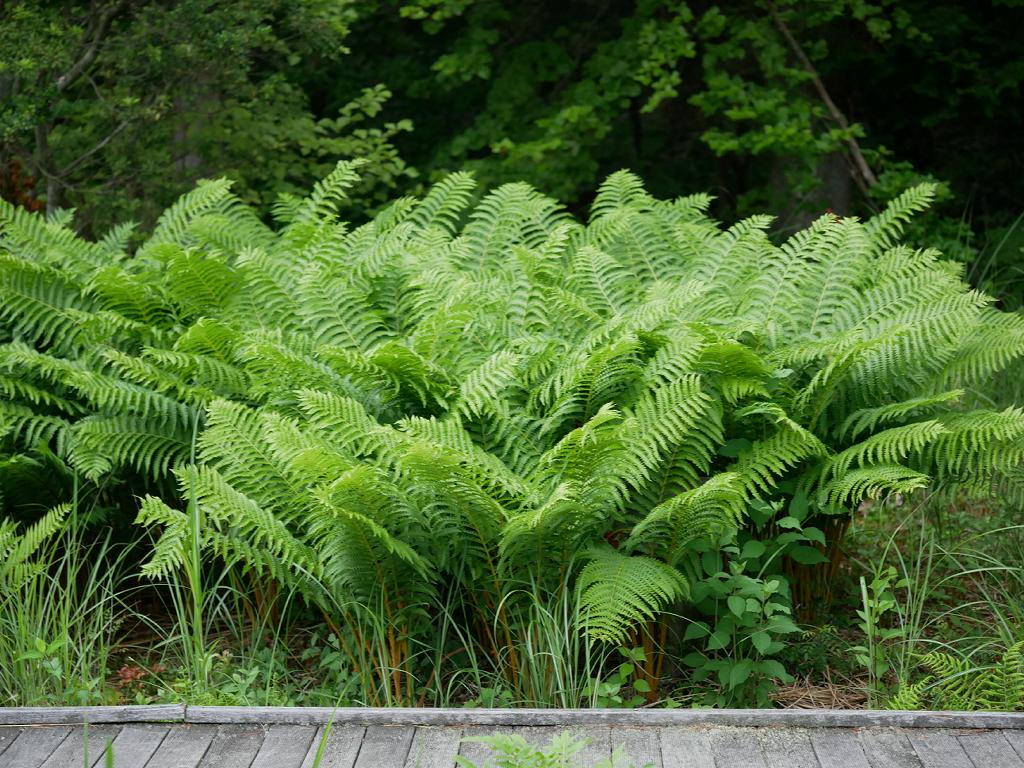
湿原の大きな群落
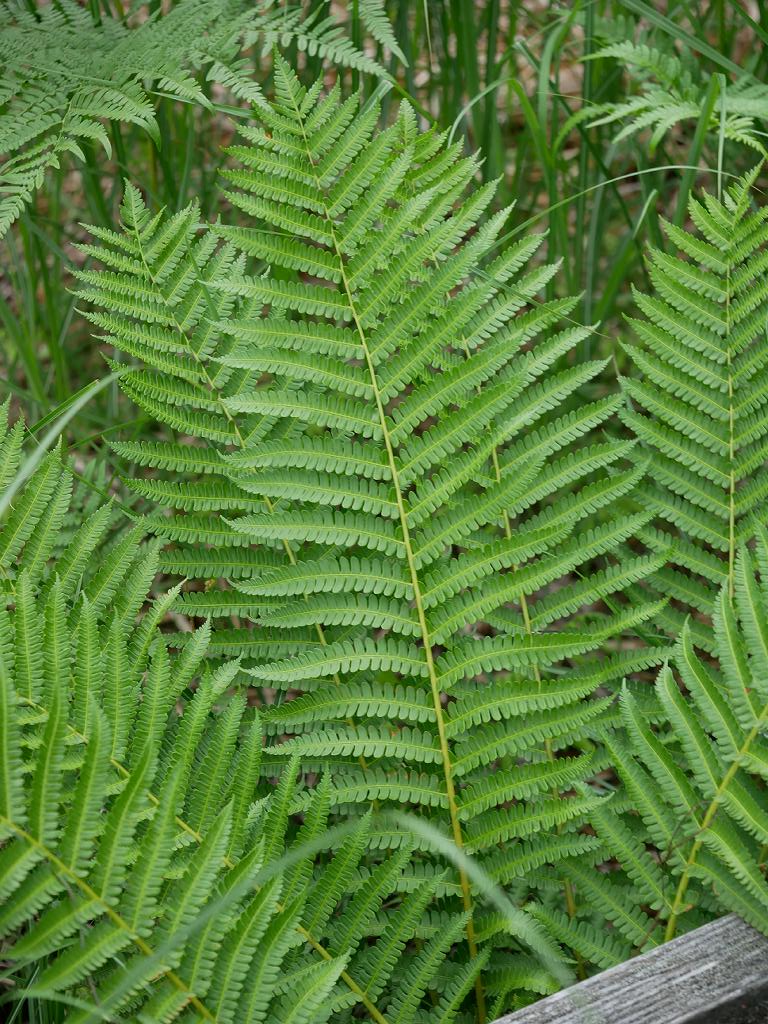
栄養葉
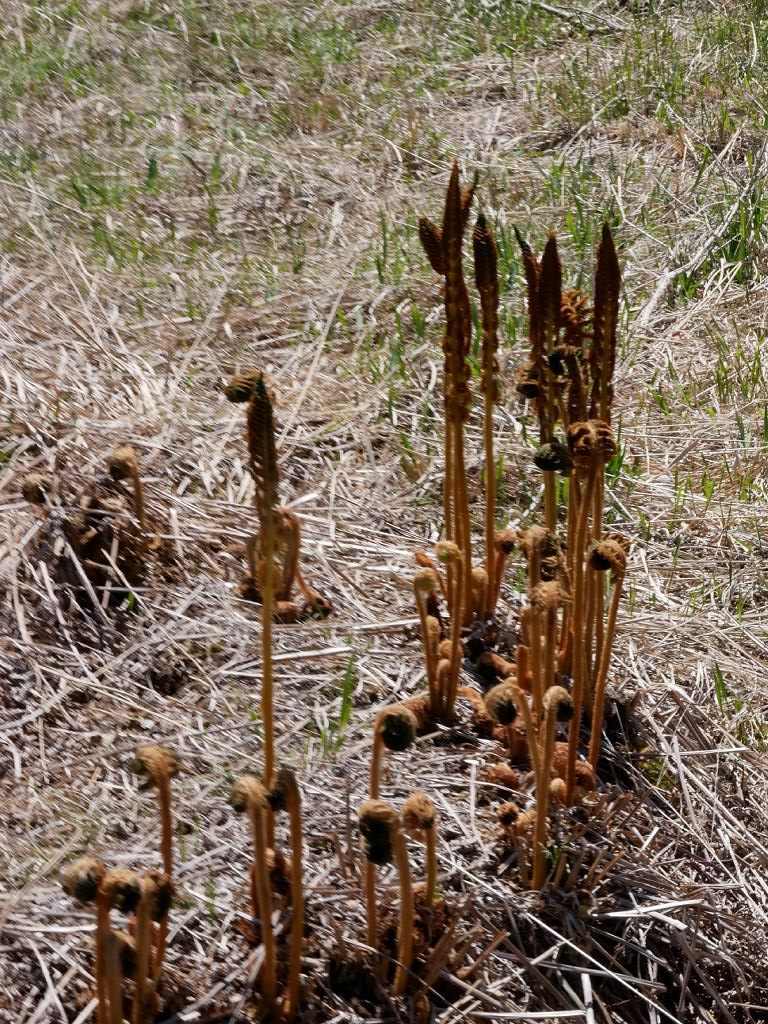
春の芽吹き まず胞子葉が出る。
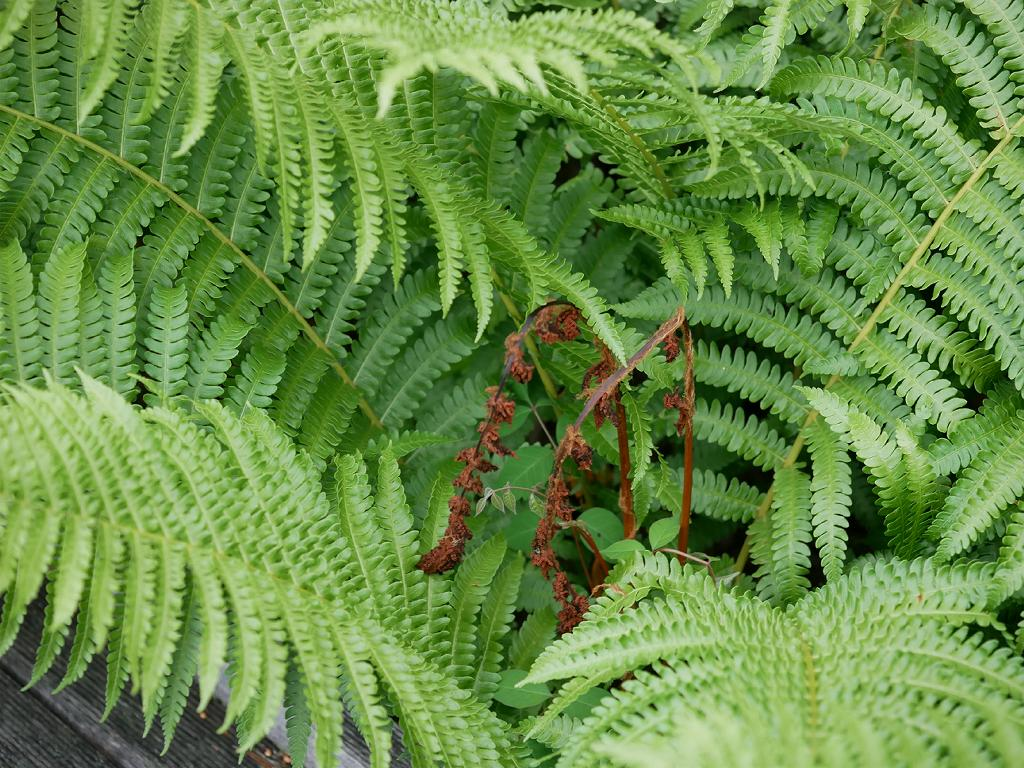
胞子葉は早くにしおれる。

## 分類
従来はゼンマイ属のものとされ、オニゼンマイ Osmunda claytoniana に葉の形が似ていることから互いに近縁なものと判断されていた。ゼンマイ等とは形態的に違いがあるからこの2種を別属 Osmundastrumとされたこともあり、同属とする場合もたとえば岩槻編(1992)はこの2種をヤマドリゼンマイ亜属 Subgen. Osmundastrum としており、この2種が近縁であるとの判断は変わらなかった。
しかし今世紀に入ってからの系統の解析の進歩の中、本種はゼンマイ属に含まれないことが判明し、単独で別属とすることとなった。他方で本種に近縁と考えられてきたオニゼンマイはゼンマイ属に含まれることが判明し、この2種の形態的な相似性は他人の空似であることが明らかになった。本種はこの属で唯一の種となっている。

### 下位分類
種内の変異もあり、基本変種は北アメリカ産で、日本産を含むアジアのものとは異なり、胞子葉の羽片に黒い綿毛が混じらない。ただし種以下の分類については他にも問題はあり、中国には大型になるものがあってこれを var. asiatica といい、それに相当するものは日本にもあるという。

### 類似種
なお、上記のようにオニゼンマイとの類似性は長く認められてきたことであり、両者はとてもよく似ている。違いははっきりしており、本種では胞子葉と栄養葉とが別に出る二形性を示すのに対して、オニゼンマイでは1枚の葉の先端側と基部側の羽片が栄養葉の形を取り、中間部分の羽片が胞子葉の形になる、いわゆる部分的二形である点である。他方、栄養葉の部分ではとてもよく似ており、牧野図鑑のこの種の記述では、その約半分が栄養葉における本種との区別に費やされている。

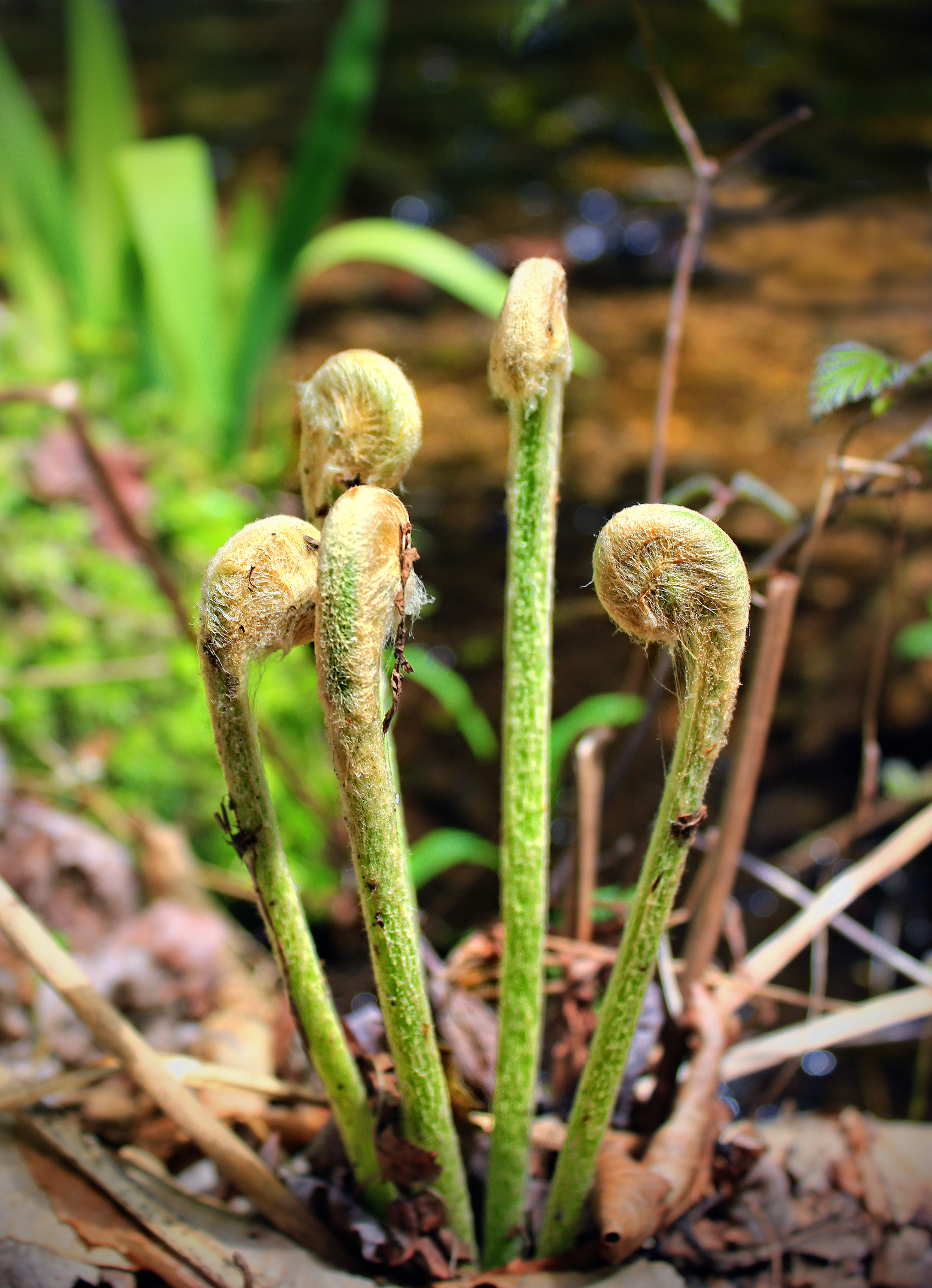
北アメリカの基本変種の若芽
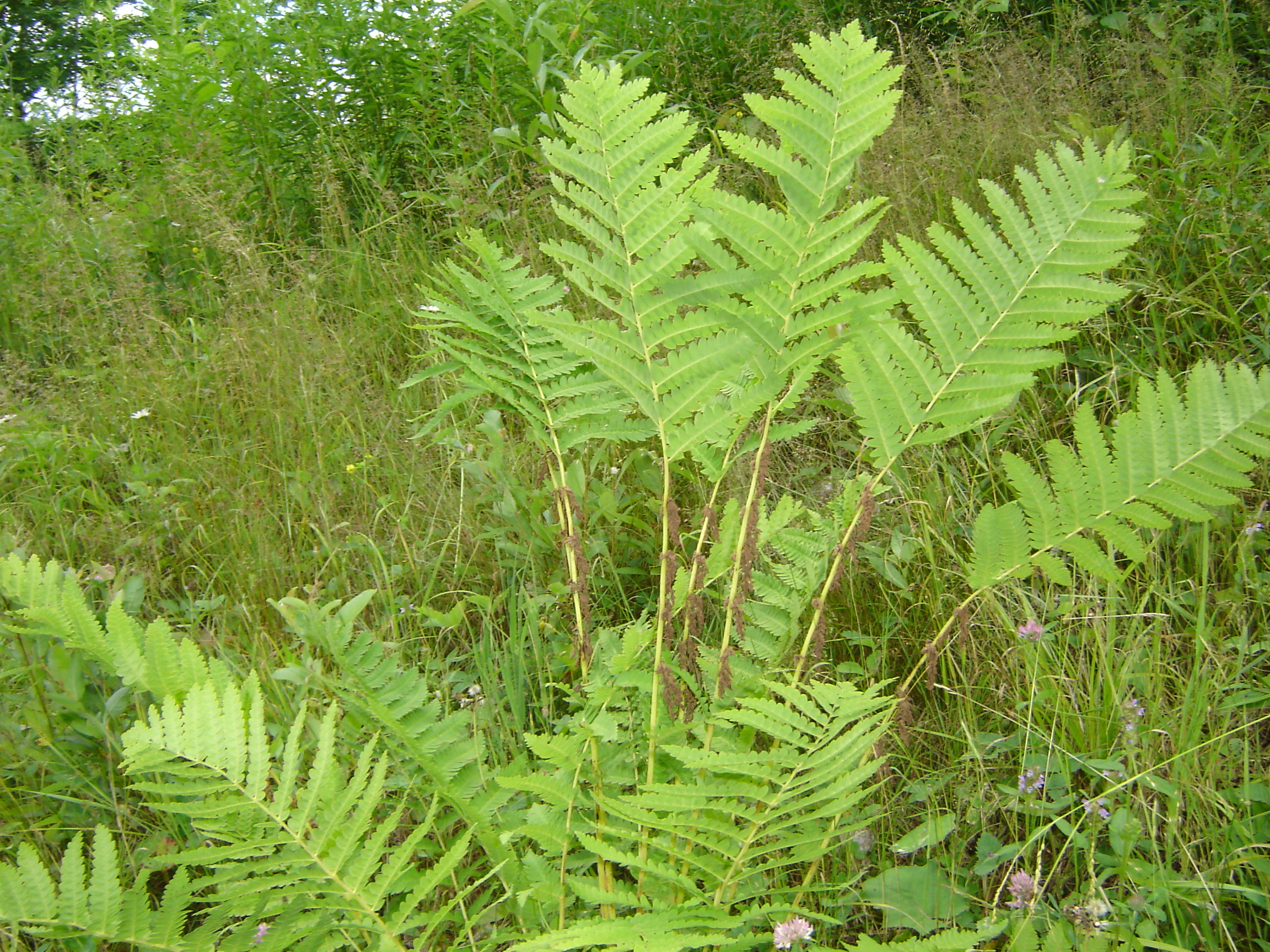
オニゼンマイ

## 利用
新葉を食用とし、また根をランなどの栽培に用いる。この点ではゼンマイに同じである。

### 食用
巻いたままの若い栄養葉を食用とする。採取時期は関東以西の暖地が4月ごろ、中部地方は4 - 5月ごろ、東北地方以北が5月ごろとされる。採取したものを食べるときは、重曹や木灰を振りかけてから熱湯を注ぎ、一晩おいたものを水でよく洗い利用する。和え物、煮付け、天ぷら、汁物の実にする。ゼンマイのように干して乾燥させたものを保存し、利用するときは水で戻す。

## 保護の状況
環境省のレッドデータブックには取り上げられていないが、都府県別では埼玉県、東京都、神奈川県、それから関西、四国、九州に指定のある府県がある。北方系の種であるから、南限域での指定、ということであろう。個々には湿地の植物なので環境悪化や遷移の進行などによる影響が大きい。